# Нозадзе, Александра Константиновна
Александра Константиновна Нозадзе (1913—1941) — советский офицер, участница Великой Отечественной войны, политрук 3-й пулемётной роты 1151-го стрелкового полка 343-й стрелковой дивизии 56-й армии.
21 ноября 1941 года в ходе Ростовской операции передовой отряд дивизии захватил плацдарм в станице Нижне-Гниловской (ныне в черте Железнодорожного района Ростова-на-Дону). Когда командир был убит, а она сама — ранена, не покинула поле боя и вела бойцов в атаку. Погибла в ходе штурма станицы.

## Биография

### Ранние годы
Родилась в 1913 году в селе Отхара ныне Гудаутского района Абхазии в крестьянской семье. Окончив школу, работала в ней пионервожатой и библиотекарем. Затем училась в Сухуми в партийной школе. Мечтала служить в армии.
Получив специальное разрешение наркома обороны и приехав в Москву, она поступила в Военно-политическую академию имени Ленина, которую окончила перед самым началом войны.

### В годы Великой Отечественной войны
С 1941 года — на фронте. Политрук А. К. Нозадзе прибыла в политотдел 56-й армии, когда в Батайске советские войска готовились к освобождению Ростова-на-Дону. Отказавшись от предложения занять должность начальника клуба одного из полков (по другим данным — должность пропагандиста в госпитале), она настойчиво требовала направить её на передовую вместе с войсками, штурмующими Ростов-на-Дону. Направлена политруком в 3-ю пулемётную роту 1151-го стрелкового полка 343-й стрелковой дивизии.
Участница Ростовской операции. Штурмовую группу возглавили командир роты лейтенант В. А. Миловидов, политрук А. К. Нозадзе и командир пулемётной роты младший лейтенант А. Г. Филиппов. По рассказам очевидцев, перед штурмом Ростова-на-Дону, делая обход роты, она вполголоса говорила своим бойцам: «Рассвет мы встретим в Ростове». Переправившись по льду через реку Мёртвый Донец, части 343-й стрелковой дивизии захватили плацдарм в станице Нижне-Гниловской. Советские передовые группы оказались под шквальным огнём, и, чтобы выбить красноармейцев с захваченных позиций, немецкие войска предприняли ряд контратак. Командир роты лейтенант Владимир Миловидов был убит, и его заменила Александра Нозадзе.
25 ноября 1941 года бойцы роты медленно продвигались по улице Пролетарской, многие из них погибли. Александра Нозадзе вела бойцов в атаку, сама была ранена, но не покинула поле боя. В один из моментов боя по советским солдатам открыл огонь замаскированный пулемёт. Бойцы залегли. Тогда, поднявшись в полный рост, политрук крикнула: «Вперёд, за Родину!» и подняла роту в атаку. В ходе скоротечного боя ценой её жизни дорога вперёд была открыта.
Из наградного листа:

Проявила себя как мужественная, энергичная, умело вела своих бойцов в атаку на вражеских автоматчиков, она всегда была первой, будучи раненой, продолжала вести бой с фашистскими бандитами, в данном бою, не уходя с поля боя, была убита.

Была представлена комиссаром полка к ордену Красного Знамени, но приказом № 75/н по войскам Южного фронта от 4 января 1942 года Александра Константиновна Нозадзе была посмертно награждена орденом Красной Звезды.
По некоторым данным, все бойцы и командиры штурмового отряда погибли.
Похоронена в станице Нижне-Гниловской (с 1956 года — Железнодорожный район Ростова-на-Дону), позднее перезахоронена на Кумженском мемориале.

## Награды
- Орден Красной Звезды (4 января 1942, посмертно)[2][4].

## Память
В 1968 году, в честь 25-летия освобождения Ростова-на-Дону от немецко-фашистских захватчиков, улица Пролетарская, где погибла А. К. Нозадзе, стала носить её имя.
В 1983 году в честь советских бойцов, павших за освобождение Ростова-на-Дону, был воздвигнут Кумженский мемориал. Среди мужских фигур, расположенных на его постаменте, виднеется женский силуэт — это фигура Александры Константиновны Нозадзе.
Известный абхазский поэт Иван Тарба посвятил ей стихотворение "На берегу Дона". В нём есть такие строки:
Обелиск поставлен белый,

Ширь и степь вокруг него…

Девушке – абхазке смелой – 

Здесь поставили его.
Её именем также названа улица в абхазском селе Лидзава и школа в г. Сухум. В частном доме-музее Хецуриани экспонируется стенд и фотоматериалы, посвящённые А. К. Нозадзе.